# Římskokatolická farnost Křečovice
Římskokatolická farnost Křečovice je jedno z územních společenství římských katolíků v benešovském vikariátu s farním kostelem sv. Lukáše. V současné podobě existuje od 1. července 2009, kdy vznikla sloučením farností Bělice, Maršovice a Neveklov s farností Křečovice, která je jejich právním nástupcem.

## Historie
Farnost je doložena k roku 1352 jako plebánie, po reformaci samostatná farnost zanikla a byla ve filiálním postavení k farnosti Neveklov. Roku 1787 zde byla zřízena lokálie, již od roku 1784 zde byly vedeny samostatné matriky. Samostatná farnost byla obnovena roku 1852.Od 1. července 2009 se její území rozšířilo o okolní zrušené farnosti Bělice, Maršovice a Neveklov. V současné době se hovoří o přesunu farnosti do města Neveklova, centra farnosti.

## Kostely farnosti
| Kostel                        | Místo     | Bohoslužba                                                                    |
| ----------------------------- | --------- | ----------------------------------------------------------------------------- |
| sv. Maří Magdalény, Bělice    | Bělice    | so. 14.30 hod.                                                                |
| sv. Lukáše                    | Křečovice | ne. 8.00 hod. út. 11.00 hod. pá. 18.00 hod. zimní čas, 19.00 hod. v letní čas |
| sv. Jana Nepomuckého, Suchdol | Suchdol   | mše sv. v neděli po svátku sv. Jana Nep. v 11.00 hod.                         |
| sv. Anny                      | Osečany   |                                                                               |
| sv. Petra a Pavla, Hodětice   | Hodětice  | 1. sobota v měsíci 17.00 hod.                                                 |
| sv. Havla                     | Neveklov  | ne. 9.30 hod. čt. 18.00 hod.                                                  |
| sv. Václava, Chvojínek        | Chvojínek | poslední sobota v měsíci v 17.00 hod., v létě v 18.00 hod.                    |
| Zvěstování Páně, Maršovice    | Maršovice | ne. 11.00 hod., st. 18.00 hod. zimní čas, 19.00 hod. letní čas                |